# Senior Moment
Senior Moment  is een Amerikaanse romantische film uit 2021, geregisseerd door Giorgio Serafini.

## Verhaal
Gepensioneerd NASA-testpiloot Victor Martin verliest zijn rijbewijs en wordt daardoor gedwongen gebruik te maken van het lokale openbaar vervoer. Daar ontmoette hij Caroline Summers en wordt verliefd op haar. Daarnaast is Martin van plan om samen met zijn vriend Sal Spinelli wraak te nemen voor de intrekking van zijn rijbewijs.

## Rolverdeling
| Acteur            | Personage        |
| ----------------- | ---------------- |
| William Shatner   | Victor Martin    |
| Jean Smart        | Caroline Summers |
| Christopher Lloyd | Sal Spinelli     |
| Katrina Bowden    | Kristen James    |
| Esai Morales      | Diego Lozana     |

## Productie
William Shatner werd in maart 2017 voor de film gecast. Christopher Lloyd werd in april 2017 gecast en Jean Smart in mei 2017. De film is in 2017 opgenomen in Palm Springs, Californië.

## Ontvangst
Op Rotten Tomatoes heeft Senior Moment een waarde van 21% en een gemiddelde score van 4,20/10, gebaseerd op 19 recensies. Op Metacritic heeft de film een gemiddelde score van 41/100, gebaseerd op 5 recensies.